# WinZip
WinZip est un logiciel propriétaire 32 et 64 bits de compression de données. C'est un logiciel payant, mais une version d'évaluation existe (shareware).
Il utilise par défaut les formats de fichier ouverts ZIP et ZIPx, mais permet aussi de compresser au format LHA ou d'extraire des archives aux formats CAB, 7z, LHA, TAR (tar.bz2 et tar.gz)...

## Évolution du format des archives
Le format ZIP, inventé par Phil Katz, est l'un des formats les plus répandus, mais historiquement, l'algorithme qu'il utilisait (deflate) offrait un taux de compression généralement inférieur à celui proposé dans les formats concurrents (RAR, ACE, 7z...), qui utilisaient des algorithmes plus avancés.
Avec ses dernières versions, WinZip a fait évoluer le format ZIP en y intégrant de nouveaux algorithmes, notamment PPMd et LZMA, permettant à des archives ZIP d'être compétitives en taille face, par exemple, aux archives RAR ou 7z. Ces évolutions se sont cependant faites au prix de la rétro-compatibilité du format, ces archives ZIP « modernes » n'étant bien souvent compatibles qu'avec WinZip (bien que les spécifications des évolutions soient librement disponibles).
- WinZip 11 a introduit WavPack pour compresser des fichiers audio.
- Winzip 12 a introduit un algorithme de recompression d'images JPEG basé sur LZMA d'Igor Pavlov, ce qui lui permet de réduire la taille de ces fichiers pourtant déjà compressés.
- Winzip 12.1 change l'extension par défaut en format ZIPx
- Winzip 13 n'a pas été édité.
- Winzip 14 supporte Windows 7, améliore la sécurité et simplifie la compression avec des fenêtres de dialogue plus pratiques.

WinZip a été racheté par Corel en 2006.